# 东方水锦树
东方水锦树（学名：Wendlandia tinctoria sp. orientalis）为茜草科水锦树属下的一个亚种。